# Daniel Morelon
Pour les articles homonymes, voir Morelon.
Daniel Morelon, né le  24 juillet 1944 à Bourg-en-Bresse, est un ancien cycliste français. Triple champion olympique, il a été fait Chevalier de l'Ordre national du Mérite et Chevalier de la Légion d'honneur.

## Biographie

### Carrière cycliste

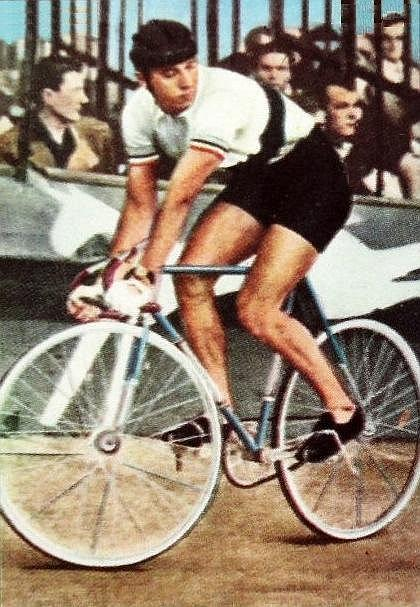
Daniel Morelon en 1969.

Découvrant le cyclisme en suivant les courses de ses deux frères, Daniel Morelon, athlète d'un mètre 78 et de 75 kilos, s'inscrit au Vélo Club Bressan à l'âge de 15 ans. Il obtient ses premiers résultats et remporte la troisième place du championnat de France amateur sur route. Il découvre alors le monde de la piste grâce à un stage à Paris et s'adjuge en 1962, au vélodrome de la Cipale, le kilomètre Rustines. 
Il s'oriente alors vers cette discipline sous la coupe de Louis Girardin au sein de l'U.S. Créteil. Il rencontre pour la première fois Pierre Trentin en 1963 lors d'une compétition à la Cipale.  En novembre 1963, il doit remplir ses obligations militaires. Il rejoint ainsi l'INSEP. Cela lui permet de se préparer dans les meilleures conditions pour sa première échéance planétaire.
En 1964, lors des Jeux olympiques de Tokyo, Pierre Trentin et Morelon s'affrontent en finale pour la troisième place. Trentin, marqué par sa disqualification face à l'Italien Pettenela en demi-finale, cède devant Morelon, non sans avoir toutefois contraint celui-ci à une troisième manche.
L'opposition entre Trentin et Morelon continue jusqu'en 1966 : Trentin se spécialise sur le kilomètre. Lors des championnats du monde de 1966, Trentin remporte le titre mondial, tandis que Morelon remporte la vitesse, devant Trentin. Leur association sur le tandem est également un succès : « Daniel fait "un" en vitesse, je suis deuxième et j'étais le plus fort sur la borne. Qui voulez-vous qui nous batte en tandem ? » dira Pierre Trentin.
Morelon remporte de nouveau le titre mondial l'année suivante, toujours devant Trentin. Par contre, ils échouent en finale du tandem. 

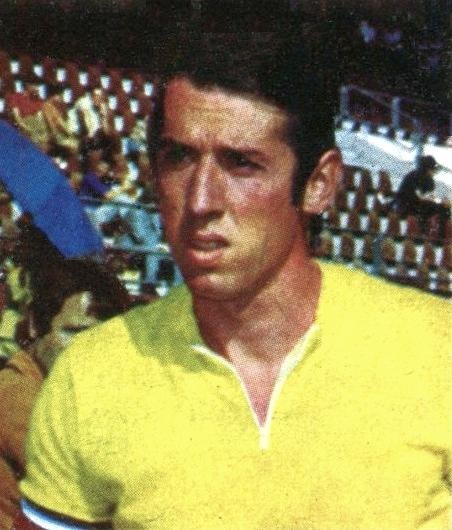
Daniel Morelon aux JO de 1972.

Les Jeux olympiques de 1968 se déroulent en altitude, à Mexico. Trentin, qui souffre de l'altitude, voit son rival réaliser de meilleurs temps d'entraînement sur le kilomètre. Après un barrage demandé par l'entraîneur de l'équipe de France Louis « Toto » Gérardin, Trentin est finalement désigné, remportant le titre en battant le record du monde. Deux jours plus tard, Morelon l'imite en remportant aisément le titre de la vitesse face à l'Italien Giordano Turrini, non sans que celui-ci eut bien énervé le Français en posant une réclamation au terme de la première manche. Le Français remporte le titre en deux manches, . Deux jours plus tard, Trentin et Morelon remportent le tandem. Avec la victoire de Daniel Rebillard sur la poursuite individuelle, la France remporte quatre des cinq titres sur piste attribués lors de ces Jeux olympiques.
En 1969, Morelon remporte son troisième titre mondial sur la vitesse, remportant également une médaille de bronze en tandem. Il obtient le même résultat lors du mondial de 1970, mais c'est Gérard Quintyn qui occupe le siège arrière du tandem.
Pour l'année 1971, le tandem Trentin-Morelon est reconstitué, pour une nouvelle médaille de bronze. Sur le tournoi de vitesse, Morelon continue de dominer et remporte son cinquième titre.
Pour sa troisième participation aux Jeux, Morelon est le grand favori de la vitesse. Il dispose de l'Australien John Nicholson en deux manches, la deuxième étant déterminée grâce à la photo-finish.
Il remporte deux nouveaux titres mondiaux en 1973 et 1975.
Pour ses quatrièmes Jeux olympiques, Morelon est opposé au Tchécoslovaque Anton Tkáč en finale. Morelon perd la première manche en menant puis se faisant dépasser dans la ligne droite. Il prend sa revanche dans la deuxième et s'octroie ainsi le droit de disputer la belle. Lors de celle-ci, le Tchécoslovaque se lance dans un sprint long auquel Morelon ne croit pas : « Je n'ai pas cru qu'il y allait franchement, je me suis trouvé trop loin. Je n'arrivais pas à réaliser que j'avais perdu. Je me disais qu'il restait une manche, je ne pouvais pas croire que c'était fini » . Morelon remporte toutefois, avec cette médaille d'argent, sa cinquième médaille en quatre Jeux.

### Carrière d’entraîneur
En 1977, il arrête sa carrière, prenant un poste d'entraîneur en succédant à « Toto » Gérardin.
Toutefois, en 1980, il participe au championnat du monde en tant que professionnel : lors du tournoi de vitesse, il obtient une médaille de bronze, le Japonais Kōichi Nakano remportant le titre. Il dispute également le keirin, remportant la médaille d'argent.
En 1990, il devient le responsable d'un pôle d'entraînement sur piste à Hyères, sur un vélodrome nouvellement construit. Son poste de responsable du pôle France à l'INSEP est ensuite occupé par un des anciens compagnons de tandem, Gérard Quintyn. Une rivalité sportive oppose les deux centres, plus particulièrement via l'opposition entre Florian Rousseau, entraîné par Quintyn à Paris et Laurent Gané par Morelon à Hyères. Toutefois, les deux centres collaborent pour contribuer à l'âge d'or de la piste française.  Cette collaboration se concrétise par de nombreux titres mondiaux olympiques ou mondiaux, plus particulièrement sur la vitesse par équipes, discipline où la France remporte tous les titres mondiaux entre 1997 et 2001 et le titre olympique en 2000.
Morelon est également l'un des facteurs essentiels à la réussite de Félicia Ballanger qui, sous sa direction, remporta trois titres olympiques en 1996 et 2000 en vitesse et sur le 500 mètres, également en 2000. Elle remporta également dix titres mondiaux.
À l'issue des championnats du monde de 2005 à Los Angeles, Morelon, ayant atteint l'âge de la retraite en France, doit abandonner, tout comme Gérard Quintyn, ses responsabilités. L'Italie le sollicite alors pour diriger la vitesse. 
Puis c'est la Chine qui s'attache les services, en mars 2007, de l'ancien technicien français : il établit leur programme d'entraînement et les conseille sur les compétitions, la meilleure chance de succès étant la prometteuse Guo Shuang. Bien qu'il ait annoncé que Pékin serait sa dernière compétition, il est présent au bord de la piste pour les jeux de Londres en 2012 avec l'équipe chinoise féminine de cyclisme.

## Carrière entraîneur
- Entraîneur national de Sprint depuis 1978.
- Responsable du pôle Sprint de Hyères depuis 1990.

## Palmarès

### Jeux olympiques
- Tokyo 1964
  -  Médaillé de bronze en vitesse
- Mexico 1968
  -  Champion olympique de vitesse
  -  Champion olympique de tandem avec Pierre Trentin
- Munich 1972
  -  Champion olympique de vitesse
- Montréal 1976
  -  Vice-champion olympique de vitesse

### Championnats du monde
- Paris 1964
  -  Médaillé d'argent de la vitesse
- Saint-Sébastien 1965
  -  Médaillé de bronze de la vitesse
- Francfort 1966
  -  Champion du monde de vitesse
  -  Champion du monde du tandem (avec Pierre Trentin)
- Amsterdam 1967
  -  Champion du monde de vitesse
  -  Médaillé d'argent du tandem
- Anvers 1969
  -  Champion du monde de vitesse
  -  Médaillé de bronze du tandem
- Leicester 1970
  -  Champion du monde de vitesse
  -  Médaillé de bronze du tandem
- Varese 1971
  -  Champion du monde de vitesse
  -  Médaillé de bronze du tandem
- Saint-Sébastien 1973
  -  Champion du monde de vitesse
- Rocourt 1975
  -  Champion du monde de vitesse
- Besançon 1980
  -  Médaille d'argent en keirin
  -  Médaillé de bronze de la vitesse

### Jeux méditerranéens
- Naples 1963
  -  Médaillé de bronze de la vitesse

### Championnats nationaux
- Champion de France de vitesse
- Amateurs : 1964, 1966, 1967, 1968, 1969, 1970, 1971, 1972, 1973, 1974, 1975, 1976, 1977
- Professionnels : 1980

- Vainqueur des Grand Prix :
  - de Paris
  - de Londres
  - de Copenhague
  - d'Aarhus
  - de Milan
  - de Los Angeles
  - d'Amsterdam
  - de Hanovre
  - de Moscou
  - etc.

- - Six jours de Nouméa : 1977

## Palmarès entraîneur
Palmarès, non exhaustif, des cyclistes dont il assurait l'entraînement
- Entraîneur de Félicia Ballanger
  -  Médaille d'or aux JO de 1996 en vitesse.
  -  Médaille d'or aux JO de 2000 en vitesse.
  -  Médaille d'or aux  JO de 2000 en 500m.
  -  Médaille d'or aux Championnats du monde sur piste 1995, 1996, 1997, 1998, 1999 en vitesse
  -  Médaille d'or aux Championnats du monde sur piste 1995, 1996, 1997, 1998, 1999 en 500m.
  -  Médaille d'argent en vitesse aux Championnats du monde de 1994

- Entraîneur de Nathalie Even
  -  Médaille d'or aux JO de 1996 en course aux points.

- Entraîneur de Laurent Gané
  -  Médaille d'or aux Championnats du monde sur piste 1999 et 2003
  -  Médaille d'argent aux Championnats du monde sur piste de 2000, 2001, 2004
  -  Médaille de bronze aux Championnats du monde sur piste de 1998

- Entraîneur de Frédéric Magné
  -  Médaille d'or du keirin aux Championnats du monde de 1995, 1997, 2000
  -  Médaille d'or du tandem (avec Fabrice Colas) aux Championnats du monde de 1987, 1988, 1989, 1994
  -  Médaille de bronze du keirin  aux Championnats du monde sur piste de 1992

- Entraîneur, avec Gérard Quintyn, de la  vitesse par équipe
  -  Médaille d'or de Mickaël Bourgain, Laurent Gané et Arnaud Tournant aux JO de 2000
  -  Médaille de bronze de Laurent Gané, Florian Rousseau et Arnaud Tournant aux JO de 2004
  -  Médaille d'or de Vincent Le Quellec, Florian Rousseau et Arnaud Tournant aux Championnats du Monde de 1997 et 1998
  -  Médaille d'or de Laurent Gané, Florian Rousseau et Arnaud Tournant aux Championnats du Monde de 1999, 2000 et 2001
  -  Médaille d'or de Mickaël Bourgain, Laurent Gané et Arnaud Tournant aux Championnats du Monde de 2004
  -  Médaille d'argent de Mickaël Bourgain, Laurent Gané et Arnaud Tournant aux Championnats du Monde de 2003
  -  Médaille d'argent de Benoît Vêtu, Florian Rousseau et Hervé Thuet aux Championnats du Monde de 1995
  -  Médaille de bronze de Laurent Gané, Florian Rousseau et Hervé Thuet aux Championnats du Monde de 1996

## Distinctions personnelles
- Champion des champions français de L’Équipe 1972 ;
- Porte drapeau Français lors des Jeux olympiques de 1976 à Montréal ;
- Chevalier de l'Ordre national du Mérite en 1966[6] ;
- Grand Prix olympique de l'Académie des sports en 1972 ;
- Prix Pierre-Paul Heckly de l'Académie des sports en 1996 ;
- Chevalier de la Légion d'honneur ;
- Gloire du sport.
- En 2002, Daniel Morelon fait partie des coureurs retenus dans le Hall of Fame de l'Union cycliste internationale[7].